# Келпіни (Рипінський повіт)
Келпіни (пол. Kiełpiny) — село в Польщі, у гміні Вомпельськ Рипінського повіту Куявсько-Поморського воєводства.
Населення — 379 осіб (2011).
У 1975-1998 роках село належало до Торунського воєводства.

## Демографія
Демографічна структура станом на 31 березня 2011 року:
|          | Загалом | Допрацездатний вік | Працездатний вік | Постпрацездатний вік |
| -------- | ------- | ------------------ | ---------------- | -------------------- |
| Чоловіки | 206     | 54                 | 130              | 22                   |
| Жінки    | 173     | 35                 | 97               | 41                   |
| Разом    | 379     | 89                 | 227              | 63                   |